# Fort Saint-Frédéric
Le Fort Saint-Frédéric était un fort français construit au XVIIIe siècle en Nouvelle-France, sur les rives du lac Champlain, à la limite de l'État du Vermont et l'État de New York. Il est situé dans le Comté d'Essex (New York), aux États-Unis. 

## Histoire

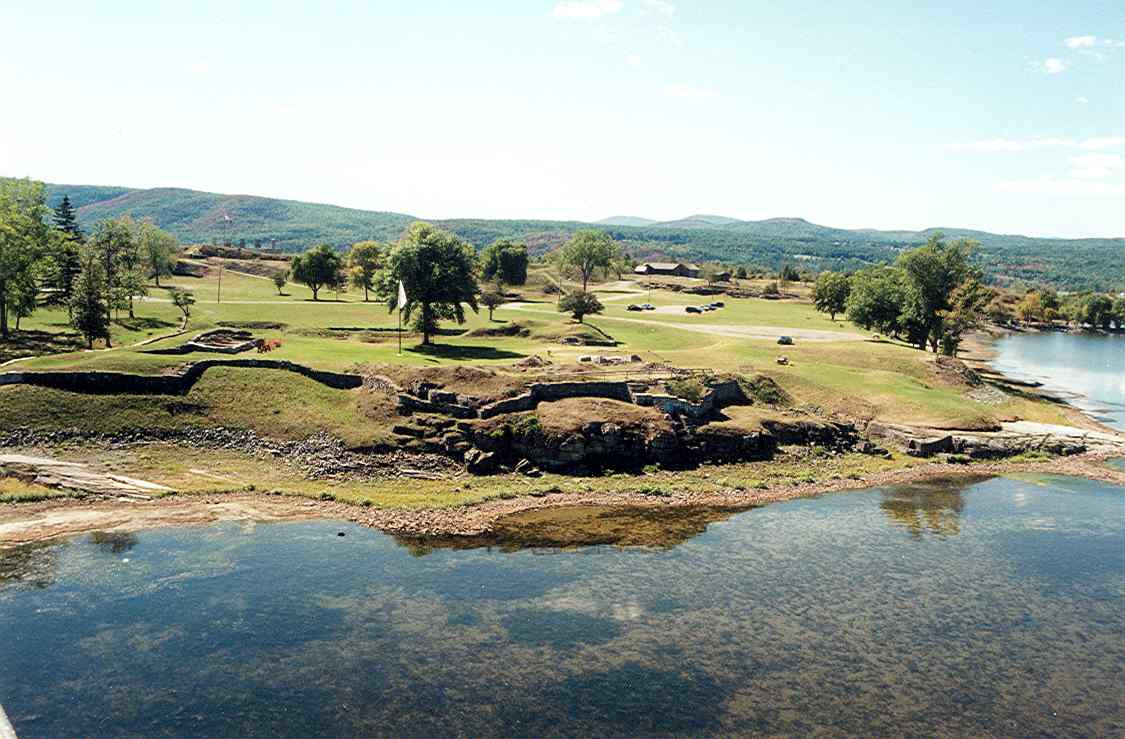
Ruines du Fort Saint-Frédéric.

Le fort Saint-Frédéric fut construit dès 1727 par le gouverneur de la Nouvelle-France, le marquis de Beauharnois. Les travaux durèrent jusqu'en 1734. Il devait sécuriser les limites de la Nouvelle-France face aux incursions des Anglais depuis la Nouvelle-Angleterre.
Le fort fut nommé Saint-Frédéric en l'honneur de Jean Frédéric Phélypeaux de Maurepas, secrétaire d'État à la Marine.
Ce fort était constitué de murs de quatre mètres d'épaisseur. Il y avait quatre niveaux d'élévation. De nombreux canons étaient disposés de toutes parts et les boulets pouvaient atteindre l'autre rive du lac Champlain. Plusieurs centaines d'hommes de troupe et d'officiers pouvaient tenir place dans ce fort. La plupart d'entre eux étaient issus des Compagnies franches de la marine qui constituaient la principale force de défense de la Nouvelle-France.
Le premier commandant de fort Saint-Frédéric fut François-Antoine Pécaudy de Contrecœur dont le père, Antoine Pécaudy de Contrecœur fut officier du régiment de Carignan-Salières envoyé en Nouvelle-France.
En 1733, François-Antoine Pécaudy de Contrecœur fut remplacé, comme commandant du fort Saint-Frédéric, par Claude Hertel de Beaulac jusqu'en 1734. 
En 1734, Pierre-Jacques Payen de Noyan est nommé commandant du fort Saint-Frédéric, mais régulièrement souffrant, il est finalement remplacé deux ans plus tard.
En 1736 le fort passe sous le commandement de François Lefebvre Duplessis Fabert.
En 1743 c'est au tour de Paul Bécart de Granville et de Fonville de commander le fort Saint-Frédéric.
En 1746, Pierre-Jacques Payen de Noyan fut renommé commandant du fort Saint-Frédéric. Il avait établi de bonnes relations avec les Iroquois ce qui permit de conforter les positions françaises dans cette région. En 1749, il était nommé major de Montréal. 
En 1749, Paul-Louis Dazemard de Lusignan est nommé commandant du fort Saint-Frédéric jusqu'en 1758.
En 1755, après la bataille de la Monongahela, et la déroute des anglais, les français saisirent un grand nombre de documents indiquant des plans d'attaques anglais contre les forts Frontenac, Niagara et Saint-Frédéric sur le lac Champlain. Jean-Armand Dieskau, nommé  commandant des troupes régulières françaises  et de leurs alliés indiens au Canada en 1755, arriva en Nouvelle-France à l'été de la même année. Il part défendre la région du lac Champlain alors que William Johnson se préparait à attaquer le fort Saint-Frédéric; ce qui mène à la bataille du lac George. Les plans de William Johnson échouent. Pendant ce temps, un autre fort français près du lac Champlain, le fort Carillon était en construction.
En 1759, durant la guerre de Sept Ans, d'importantes troupes anglaises marchèrent sur le fort Saint-Frédéric. Les Anglais tentèrent par deux fois de prendre le fort mais sans succès. D'importants renforts anglais arrivèrent dirigées par le général Jeffery Amherst nommé commandant en chef en 1758 en remplacement de James Abercrombie. Les français, largement dépassés en nombre par la force britannique de plus de 10,000 hommes, élaborèrent une nouvelle stratégie: ils se retireraient en détruisant leur fortifications de la vallée du lac Champlain pour se replier à l'Île aux Noix afin arrêter l'avance anglaise. Les forces de la vallée sont commandées par Bourlamaque. Devant l'imposante force ennemie, les soldats français se replièrent après avoir détruit leur fort durant l'été 1759. Après la destruction, il ne reste sur l'emplacement du fort que des ruines et plusieurs maisons que les Français ont brûlées ainsi qu’une  cheminée calcinée d'un bâtiment sur la rive opposée, endroit appelé aujourd'hui Chimney Point. Les Anglais commencèrent à construire un nouveau fort, le fort Crown Point; le deuxième plus gros fort anglais après le fort Pitt (Pittsburgh).
De nos jours les ruines de ces deux forts font partie du National Historic Landmark des États-Unis depuis le 9 octobre 1960.

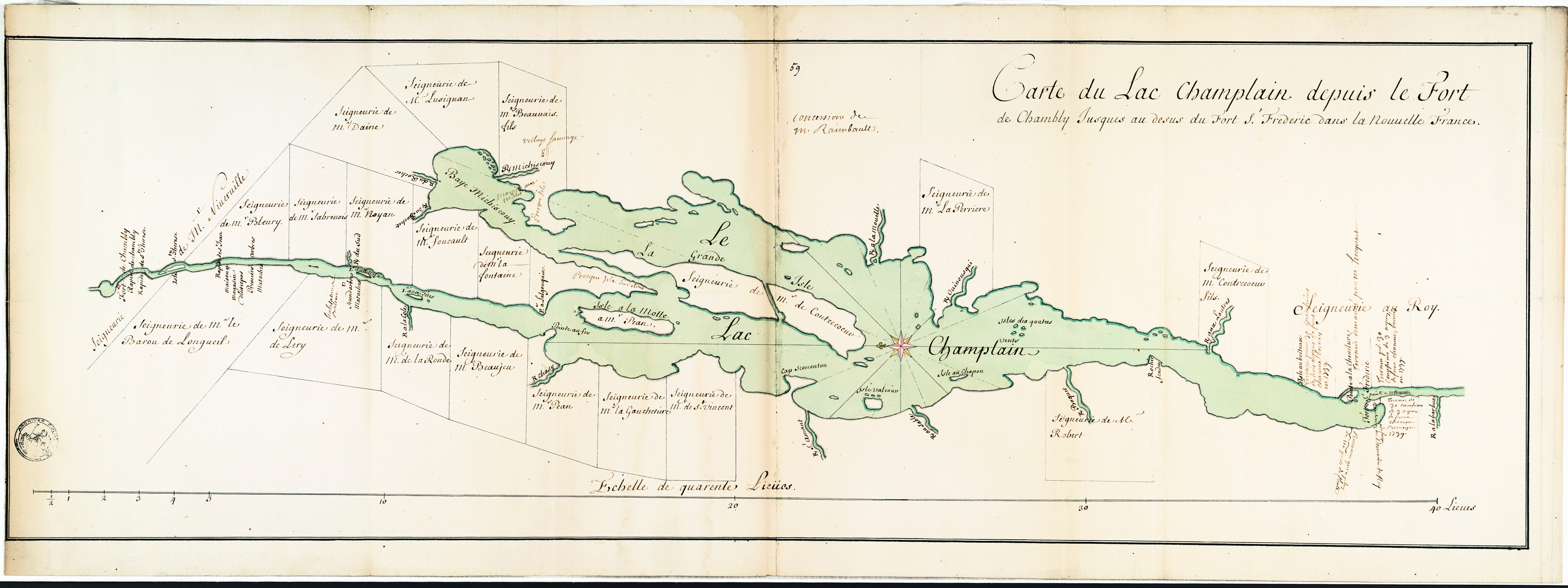
« Carte du Lac Champlain depuis le Fort de Chambly Jusques au desus du Fort St Frederic dans la Nouvelle France. [1739] » Plan cadastral indiquant les concessions et seigneuries sur les bords du lac suivant le bornage de 1739 ; indication du cours des eaux et rapides. Voir mémoire n°59bis.